# Champoz
Champoz är en ort och kommun i distriktet Jura bernois i kantonen Bern, Schweiz. Kommunen har 158 invånare (2023).